# الفرق بين الأسعار
الفرق بين الأسعار أو السعر النسبي، هو النسبة المئوية التي يتجاوز بها سعر بيع المنتج (أو يفشل في الوصول إلى) السعر الإرشادي. ويحتاج خبراء التسويق إلى مراقبة الفروق بين الأسعار بوصفها مؤشرات أولية على إستراتيجيات التسعير التنافسي. ومن الممكن أن تصبح أيضًا تغيرات الفروق في الأسعار إشارات على نقص المنتج، أو زيادة المخزون، أو غيرها من التغيرات التي تطرأ على العلاقات بين العرض والطلب. وفي دراسة شملت نحو 200 من كبار مديري التسويق، ذكر 54% أنهم قد وجدوا مؤشرات «الفرق بين الأسعار» مفيدة للغاية.

## الغرض
على الرغم من وجود عدد من الأسعار الإرشادية المفيدة التي تتيح للمدير مقارنة أسعار العلامات التجارية، فإنها جميعًا تسعى لغرض واحد وهو قياس «متوسط السعر» في السوق. ومن خلال مقارنة سعر العلامة التجارية بمتوسط سعر السوق، يكتسب المدير معلومات مفيدة للغاية حول نقاط القوة، خاصة إذا كان يدرس هذه النتائج في سياق حجم الحصة السوقية وتغيراتها. وبالفعل، فإن الفرق بين الأسعار – والمعروف أيضًا باسم السعر النسبي – يعد مقياسًا شائع الاستخدام بين خبراء التسويق وكبار المديرين. ووفقًا لدراسة حديثة أجريت في الولايات المتحدة والمملكة المتحدة وألمانيا واليابان وفرنسا، فإن 63% من الشركات ترفع تقارير بخصوص الأسعار النسبية لمنتجاتها لمجالس إدارتها.

## البنية
الفرق بين الأسعار (%) = [سعر العلامة التجارية (بالدولار الأمريكي) - السعر الإرشادي (بالدولار الأمريكي)] / السعر الإرشادي (بالدولار الأمريكي)
عند حساب الفرق بين الأسعار، يجب على المديرين أولاً تحديد السعر الإرشادي. وعادة ما يتم تضمين سعر العلامة التجارية محل البحث في هذا السعر الإرشادي، وجميع الأسعار في الدليل الإرشادي سوف تصبح في مقابل الحجم المكافئ للمنتج (السعر لكل لتر، على سبيل المثال). وهناك أربعة أدلة إرشادية على الأقل شائعة الاستخدام:
سعر منافس محدد أو منافسون محددون
تعد هذه أبسط طرق حساب الفرق بين الأسعار، وتتضمن مقارنة سعر العلامة التجارية بأسعار أحد المنافسين المباشرين. وعند تقييم الفرق بين الأسعار لعلامة تجارية مقارنة بعدد من المنافسين، فإنه بإمكان المدير استخدام متوسط السعر للمجموعة المنتقاة من المنافسين بوصفه سعرًا إرشاديًا.
متوسط السعر المدفوع: متوسط سعر الوحدة المبيعة في الفئة
من الأسعار الإرشادية المفيدة الأخرى متوسط السعر الذي يدفعه العملاء للعلامات التجارية في الفئة الواحدة. ومن الممكن حساب هذا المتوسط بطريقتين على الأقل: (1) نسبة إجمالي الإيرادات في الفئة إلى إجمالي مبيعات المنتج في نفس الفئة، أو (2) متوسط السعر المرجح للوحدة في الفئة. لاحظ أن متوسط السعر المدفوع يتضمن العلامة التجارية محل الدراسة. ولاحظ أيضًا أن التغيرات في أسهم الوحدة سوف يؤثر على متوسط السعر المدفوع. وإذا سرقت إحدى العلامات التجارية ذات السعر المنخفض أسهمًا من منافس ذي سعر أعلى، فإن متوسط السعر المدفوع ينخفض. وهذا من شأنه أن يرفع الفرق بين الأسعار الخاصة بالشركة (التي تم حسابها باستخدام متوسط السعر المدفوع بوصفه السعر الإرشادي)، حتى إذا لم يشهد السعر المطلق أي تغير. وبالمثل، إذا تم تحديد الفرق بين الأسعار لعلامة تجارية ما، فإن هذا الفرق سوف ينخفض بحصولها على مزيد من الأسهم. والسبب في ذلك: يتسبب حصول العلامة التجارية مرتفعة السعر على حصة سوقية في ارتفاع متوسط السعر الكلي المدفوع في السوق. وهذا بدوره سوف يسهم في تراجع فرق السعر بين هذه العلامة التجارية ومتوسط سعر السوق. . . . ولحساب فرق السعر باستخدام متوسط السعر المدفوع، بإمكان المديرين تقسيم حصة العلامة التجارية بالسوق وفقًا لقيمتها على حصتها وفقًا للحجم. وإذا كانت الحصص وفقًا للقيمة والحجم متساوية، فلا يوجد فرق. وإذا كانت حصة القيمة أكبر من حصة الحجم، فإن فرق السعر يكون إيجابيًا.
متوسط السعر المحدد: متوسط السعر (غير المرجح) البسيط في الفئة
يتطلب حساب متوسط السعر المدفوع معرفة حجم مبيعات كل منافس أو حصته. ولكن الأسهل من ذلك حساب متوسط السعر المحدد – متوسط السعر البسيط غير المرجح للعلامات التجارية في الفئة. ويتطلب هذا السعر الإرشادي الإلمام بالأسعار فقط. وبالتالي، فإن الفرق بين الأسعار الذي تم حسابه باستخدام هذا السعر الإرشادي لم يتأثر بالتغيرات في الحصص. ولهذا السبب، يخدم هذا الدليل أغراضًا مختلفة. فهو يشتمل على الطريقة التي يتم بواسطتها مقارنة سعر العلامة التجارية بأسعار المنافسين، دون اعتبار ردود أفعال العملاء على هذه الأسعار. كما أنه يعامل جميع المنافسين على قدم المساواة في حساب السعر الإرشادي. فلا يتم التفريق بين كبار المنافسين وصغارهم عند حساب متوسط السعر المحدد.
متوسط السعر المعروض: متوسط السعر المعروض المرجح في الفئة
بين متوسط السعر المدفوع ومتوسط السعر المحدد يقع متوسط السعر المعروض. وقد يقوم مديرو التسويق الذين يرغبون في إيجاد سعر إرشادي يجمع الفروق في مقياس وقوة توزيع العلامات التجارية بترجيح سعر كل علامة تجارية بما يتناسب مع مقياس عددي للتوزيع. وتتضمن القياسات النموذجية لقوة التوزيع كلاً من التوزيع العددي وحجم جميع السلع المتداولة (%) وحجم فئة المنتج (%).